# Atrezja dwunastnicy
Atrezja dwunastnicy (wrodzona niedrożność dwunastnicy, ang. duodenal atresia) – grupa wad wrodzonych polegających na częściowym lub całkowitym zwężeniu światła dwunastnicy.

## Epidemiologia
Częstość wady określa się na 1:2500-1:10000 żywych urodzeń. Atrezja dwunastnicy równie często dotyczy chłopców i dziewczynek. Bardzo często atrezji dwunastnicy towarzyszą inne wady, niekiedy tworzące zespoły wad wrodzonych. U ponad 30% dzieci z atrezją dwunastnicy rozpoznaje się zespół Downa.

## Klasyfikacja
Przyjęty podział wad Graya i Skandalakisa wyróżnia trzy główne typy atrezji dwunastnicy.
| Typ     | Opis |
| Typ I   | Błoniaste zarośnięcie światła dwunastnicy w postaci błoniastej przegrody przy zachowanej ciągłości dwunastnicy |
| Typ II  | Zarośnięcie dwunastnicy w postaci włóknistego pasma łączącego dwa zarośnięte odcinki dwunastnicy               |
| Typ III | Zarośnięcie z przerwaniem ciągłości dwunastnicy                                                                |

## Objawy kliniczne i przebieg
Atrezja dwunastnicy objawia się klinicznie już w okresie prenatalnym, ponieważ upośledza pasaż i wchłanianie połykanego przez płód płynu owodniowego. Wyrazem wady jest wielowodzie, stwierdzane w 30-75% przypadków. W badaniu ultrasonograficznym stwierdza się obecność tzw. „objawu podwójnej bańki”: jedną z nich jest rozdęty żołądek, drugą początkowy odcinek dwunastnicy przed miejscem zwężenia. 
Po urodzeniu wada objawia się nasilającymi się wymiotami, w około 80% przypadków zawierającymi domieszkę żółci. Zależy to od lokalizacji zwężenia: atrezja w proksymalnym odcinku dwunastnicy przed brodawką Vatera jest rzadsza (mniej niż 20% przypadków) i u dzieci z tą postacią wady w wymiotach nie ma żółci. Dziecko nie toleruje pokarmu, a po próbach podania pokarmu droga doustną występują obfite wymioty. Rzadszymi objawami są wzdęcie brzucha, rzadko nadbrzusza. W około połowie przypadków noworodek oddaje smółkę, zazwyczaj ciemnoszarego koloru i mającej postać gęstego czopu śluzowego. 

## Rozpoznanie
Objawy kliniczne u dzieci z atrezją dwunastnicy powinny nasunąć podejrzenie wysokiej niedrożności przewodu pokarmowego i być wskazaniem do dokładnej diagnostyki. Pierwszym wykonywanym badaniem zazwyczaj wystarczającym do prawidłowego rozpoznania jest zdjęcie przeglądowe jamy brzusznej w pozycji pionowej.